# تاراسکوسور
تاراسکوسور (نام علمی: Tarascosaurus) نام یک گونه از کلاد ددپایان است.